# Gil Hae-yeon
Gil Hae-yeon (en hangul: 길해연; n. 11 de abril de 1964) es una actriz de cine y televisión surcoreana.

## Carrera
Conocida entre el público de América del Norte por su actuación en la película In Her Place, por la cual ganó una nominación en los Canadian Screen Award como mejor Mejor Actriz de reparto en el 3er Canadian Screen Awards (2015) y ganó el Wildflower Film Award a Mejor Actriz de reparto en los 3.º Wildflower Film Awards (2016).
En Corea del Sur, sus papeles han incluido las series de televisión Goodbye Mr. Black y Working Mom Parenting Daddy.[cita requerida]
En septiembre del 2019 se unió al elenco recurrente de la serie Melting Me Softly (también conocida como "Melt Me") donde dio vida a la madre de Mi-ran (Won Jin-ah).
En agosto de 2023 la actriz fue nombrada profesora invitada en el Departamento de Actuación y Cine de la Universidad de Dongyang.

## Filmografía

### Cine
| Año  | Título                                  | Papel                   | Notas              | Ref.   |
| ---- | --------------------------------------- | ----------------------- | ------------------ | ------ |
| 2003 | If You Were Me                          | Jeong-hyeon             |                    |        |
| 2005 | Mapado                                  | mujer de Jeju           |                    |        |
| 2005 | Flowering Day                           | Hee-jung                | Cortometraje       | [ 5 ]  |
| 2005 | Friendly and Harmonious                 |                         | Película educativa |        |
| 2005 | The Intimate                            | gerente                 |                    |        |
| 2006 | Art of Fighting                         | madre de Yeong-ae       |                    |        |
| 2007 | Mapado 2: Back to the Island            | mujer de Jeju           |                    |        |
| 2007 | The Elephant on the Bike                | madre de Dong-gyu       |                    | [ 6 ]  |
| 2007 | Seven Days                              | directora de hospital   |                    |        |
| 2007 | I Need Some Sleep                       | madre                   |                    |        |
| 2008 | Living Together, Happy Together         | Gyeong-mi               |                    |        |
| 2008 | Baby and I                              | madre de Ki-seok        |                    |        |
| 2009 | Breathless                              | madre de Yeon-hee       |                    |        |
| 2009 | The Pot                                 | misionera Jang          |                    |        |
| 2009 | Fortune Salon                           | cuñada de Seung-won     |                    |        |
| 2011 | Late Blossom                            | nuera mayor de Kun-bong |                    |        |
| 2011 | Re-encounter                            | madre de Han-soo        |                    |        |
| 2011 | Meet the In-Laws                        | ama de casa             | Cameo              |        |
| 2012 | Choked                                  | Hee-soo                 |                    |        |
| 2012 | Don't Cry Mommy                         |                         |                    |        |
| 2013 | Pluto                                   | madre de Joon           |                    |        |
| 2013 | If You Were Me 6                        | madre                   |                    |        |
| 2013 | Ingtoogi: The Battle of Internet Trolls | madre de Tae-Sik        |                    |        |
| 2014 | Cart                                    |                         | Cameo              |        |
| 2014 | Our Older Sister                        |                         | Cameo              |        |
| 2014 | In Her Place                            | madre                   |                    | [ 7 ]  |
| 2015 | Granny’s Got Talent                     | criada                  | Cameo              |        |
| 2016 | Insane                                  | madre de Kang Soo-ah    |                    |        |
| 2016 | Missing Woman                           | suegra de Ji-sun        |                    | [ 8 ]  |
| 2017 | The Mimic                               | Kim Moo-nyeo            |                    |        |
| 2017 | Memoir of a Murderer                    | Maria                   |                    |        |
| 2017 | The First Lap                           | madre de Soo-hyun       |                    |        |
| 2019 | Mate                                    | Geum-hee                |                    |        |
| 2019 | Inseparable Bros                        | Jung-soon               |                    |        |
| 2019 | Long Live The King                      | madre de Choon-taek     | Cameo              |        |
| 2019 | House of Hummingbird                    | madre de Young-ji       |                    |        |
| 2021 | Midnight                                | madre de Kyung-mi       |                    | [ 9 ]  |
| 2023 | Identidad desbloqueada                  | Je-yeon                 |                    |        |
| 2024 | Dolphin                                 |                         |                    | [ 10 ] |

### Series de televisión
| Año     | Título                             | Papel                                | Canal                 | Notas                | Ref.          |
| ------- | ---------------------------------- | ------------------------------------ | --------------------- | -------------------- | ------------- |
| 2012    | How Long I've Kissed               | Ha Sum-jin                           | JTBC                  |                      |               |
| 2013    | The End of the World               | Jung Sang-sook                       | JTBC                  |                      |               |
| 2014    | Secret Affair                      | Ms. Baek                             | JTBC                  |                      |               |
| 2014    | Doctor Stranger                    | Kim Eun-hee (madre de Oh Soo-hyun)   | SBS                   |                      |               |
| 2015    | Miss Mamma Mia                     | Ma Hae-yeon                          | KBS Drama             |                      |               |
| 2015    | Heard It Through the Grapevine     | Yang Jae-hwa                         | SBS                   |                      | [ 11 ]        |
| 2015    | Assembly                           | Chun No-shim                         | KBS2                  |                      |               |
| 2015    | Cheer Up!                          | Lee Shil Jang                        | KBS2                  |                      |               |
| 2015    | Riders: Catch Tomorrow             | Bae Mi-Sun                           | E-Channel & DRAMAcube |                      |               |
| 2016    | Puck!                              | madre de Gyeong-pil                  | SBS                   |                      |               |
| 2016    | Moorim School: Saga of the Brave   | Gye Mi-sook                          | KBS2                  | Cameo                |               |
| 2016    | Yeah, That's How It Is             | So-hyang                             | SBS                   |                      |               |
| 2016    | Babysitter                         | madre de Yoo Sang-won                | KBS2                  |                      |               |
| 2016    | Goodbye Mr. Black                  | Hong In-ja                           | MBC                   |                      |               |
| 2016    | Working Mom Parenting Daddy        | Lee Hae-soon                         | MBC                   |                      | [ 12 ] [ 13 ] |
| 2016    | My Fair Lady                       | Kim Young-ji                         | KBS2                  |                      |               |
| 2017    | Naked Fireman                      | Jeong-soon                           | KBS2                  |                      | [ 14 ]        |
| 2017    | Queen of Mystery                   | asesina                              | KBS2                  | Cameo                |               |
| 2017    | Hospital Ship                      | madre de Hwang In-kyung              | MBC                   | Cameo                |               |
| 2017    | The Most Beautiful Goodbye         | Dr. Yoon                             | tvN                   |                      |               |
| 2017    | Two Cops                           |                                      | MBC                   |                      |               |
| 2018    | Something in the Rain              | Kim Mi-yeon (madre de Jin-ah)        | JTBC                  |                      | [ 15 ]        |
| 2018    | What's Wrong with Secretary Kim    | mujer en el aparcamiento             | tvN                   | Cameo                |               |
| 2018    | The Ghost Detective                | Hwang Young-hee                      | KBS2                  |                      |               |
| 2018    | Too Bright for Romance             | madre de Pil-yong                    | KBS2                  | Drama Special, cameo |               |
| 2018    | Matrimonial Chaos                  | madre de Jin Yoo-young               | KBS2                  | Cameo (ep. 30-31)    |               |
| 2019    | Possessed                          | Shin Geum-jo (madre de Seo-jung)     | OCN                   |                      |               |
| 2019    | My Fellow Citizens!                | madre de Kim Kyung-ae (Sang-jin)     | KBS2                  |                      |               |
| 2019    | One Spring Night                   | Shin Hyeong-seon (madre de Jeong-in) | MBC                   |                      | [ 16 ]        |
| 2019    | Melting Me Softly                  | Yoo Hyang-ja (madre de Mi-ran)       | tvN                   |                      |               |
| 2019    | Woman of 9.9 Billion               | Jang Geum-ja                         | KBS2                  |                      |               |
| 2020    | Find Me in Your Memory             | Seo Mi-hyun                          | MBC                   |                      |               |
| 2020    | Do You Like Brahms?                | Song Jeong-hee                       | SBS                   |                      |               |
| 2021    | Freak                              | Do Hae-won                           | JTBC                  |                      |               |
| 2021    | Law School                         | Oh Jung-Hee                          | JTBC                  |                      |               |
| 2021    | Voice 4                            | Gam Jong-suk                         | tvN                   |                      | [ 17 ]        |
| 2021    | Landscape of Pain                  | -                                    | KBS                   | Drama Special        | [ 18 ]        |
| 2021    | You Raise Me Up                    | Madre de Do Yong-shik                |                       |                      |               |
| 2022    | If You Wish Upon Me                | Choi Deok-ja                         | KBS2                  |                      | [ 19 ]        |
| 2022    | Mental Coach Jegal                 | Shim Bok-ja                          | tvN                   |                      | [ 20 ]        |
| 2022-23 | El tranvía                         | Lee Yoo-shin                         | SBS                   |                      | [ 21 ]        |
| 2023    | Can We Be Strangers?               | Hong Yeo-rae                         | ENA, Genie TV         |                      | [ 22 ]        |
| 2024    | Wonderful World                    | Jung Myung-hee                       | MBC                   |                      | [ 23 ] [ 24 ] |
| 2024    | El romance de medianoche en hagwon | Kim Hyo-im                           | tvN                   |                      | [ 25 ]        |
| 2025    | The Art of Negotiation             | Madre de Kwak Min-jeong              | JTBC                  |                      | [ 26 ]        |
| 2025    | El palacio embrujado               | Nupdeok                              | SBS                   |                      | [ 27 ]        |
| 2025    | El hada y el pastor                | Oh Ok-soon                           | tvN                   |                      | [ 28 ]        |
| 2025    | La jugada ganadora                 | Kang Jeong-hyo                       | SBS                   |                      | [ 29 ]        |

## Premios y nominaciones
| Año  | Premio                       | Categoría                     | Papel        | Resultado | Ref.          |
| ---- | ---------------------------- | ----------------------------- | ------------ | --------- | ------------- |
| 2015 | 3.os Premios Canadian Screen | Mejor actriz de reparto       | In Her Place | Nominada  | [ 30 ] [ 31 ] |
| 2016 | 3.os Premios Wildflower Film | Mejor actor/actriz de reparto | In Her Place | Ganadora  | [ 32 ]        |